# Rhamnetin
Rhamnetin (3,3',4',5-tetrahydroxi-7-metoxiflavon) är en polycyklisk aromatisk förening och flavonol. Namnet kommer från de arter av getapelsläktet Rhamnus, bland andra R. saxatilis och R. lycioides, från vars bär rhamnetin framställdes ur xantorhamnin - dess glykosid med trisackariden rhamninos (vilken består av två rhamnos och en galaktos). Xantorhamnin förekommer även hos andra växter, som exempelvis kryddnejlika, malörter och citrusväxter.

## Egenskaper
Rhamnetin bildar citongula kristaller, vilka är svårlösliga i vatten, alkohol och eter, men lättlösliga i baser. Rhamnetin framställs ur xantorhamnin (som framställs genom kokning av bären i alkohol) genom kokning i svaga syror.
Strukturformeln för rhamnetin och att det var ett metylderivat av quercetin fastställdes av den österrikiske kemisten Josef Herzig.

## Användning
Rhamnetin var tidigare ett viktigt färgämne för gulfärgning av läder, papper, tyg med mera och utvanns från bären av Rhamnus-arter, vilka därför kallades "gulbär".